# Weinbau in Italien
Der Weinbau in Italien ist ein wesentlicher Wirtschaftsfaktor. Italien gehört zu den wichtigsten europäischen Weinproduzenten.
Im Jahr 2020 hatte das Land eine Gesamtrebfläche von 168.850 Hektar für die Weinerzeugung.
Im Jahr 2020 wurden in Italien insgesamt 48.860.109 Hektoliter Wein erzeugt. Davon waren 63,0 % (= 330) DOC-Weine, 22,5 % (= 118) waren IGT-Weine. 25,30 % waren Vini Comuni e Varietali, dies sind einfache Weine ohne Qualitätseinstufung (Vini Generici, seit 2009). Jede der 20 italienischen Regionen hat ihre eigenen Rebflächen, wobei die Toskana in zwei und das Piemont in vier Unterzonen unterteilt sind. Wein ist in Italien fester Bestandteil des Alltagslebens.

Regionen in Italien

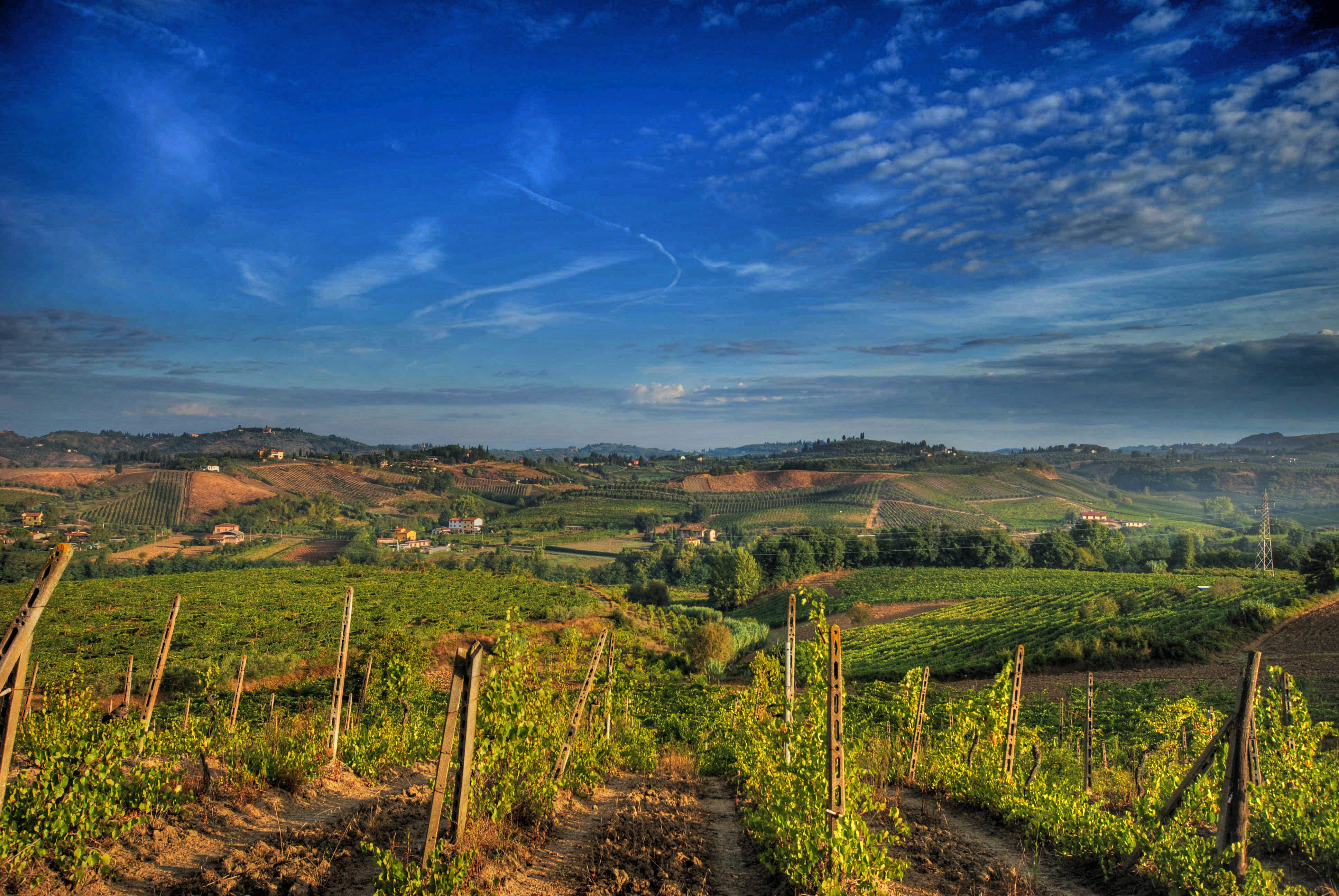
Weinlandschaft im Chianti-Gebiet der Toskana

## Qualitätsstufen in Italien
In Italien gibt es 76 DOCG-Weine (mit kontrollierter und garantierter Herkunftsbezeichnung), 330 DOC-Weine (mit kontrollierter Herkunftsbezeichnung) sowie 118 IGT-Weine (Landweine), Stand 2023.
Daneben gibt es noch Klassifizierungen wie in Spanien, die auf die Lagerung hinweisen, so etwa die Prädikate Riserva oder Vecchio, die auf eine längere Fasslagerung als vorgeschrieben hinweisen. Das Wort Superiore steht in der Regel für einen Wein, der einen höheren Alkoholgehalt hat als der Standard DOC-Wein.
Zusätzlich gibt es Bezeichnungen wie „Vino Nobile di …“ (beispielsweise Montepulciano – Ortsangabe, nicht Traube).
Generell verboten in Italien ist das Anreichern von Weinen mit Zucker (Chaptalisation), wie es in Deutschland oder bei Bordeaux-Weinen zugelassen ist. Zulässig ist jedoch das Anreichern schwacher Weine mit starkem Most, zum Beispiel aus Süditalien.
Das Weinbaurecht in Italien wurde zuletzt 2009 nach französischem Vorbild reformiert. Zuvor waren die Gesetze gültig, die 1963 kurz nach Gründung der Europäischen Wirtschaftsgemeinschaft (EWG) erlassen worden waren. 1966 kam mit dem Vernaccia di San Gimignano der erste DOC auf den Markt. Danach gibt es die drei Qualitätsstufen IGT, DOC und DOCG (siehe unten). Alle nicht klassifierten italienischen Weine werden wie im übrigen Europa in Wein, Landwein, Qualitätswein und Prädikatswein aufgeteilt (siehe Internationaler Vergleich der Begriffe).
Mit der 2009er Reform wurde vor allem Wert auf die geschützten Herkunftsbezeichnungen gelegt. Eine Seite zum Download aller Vorschriften und Beschreibungen wird vom italienischen Landwirtschaftsministerium bereitgestellt.

### Vini Comuni e Varietali (auch Vini Generici)
Dies ist die einfachste Qualitätsstufe. Sie enthält keine geografischen Angaben. Der frühere Begriff „Tafelwein“ wurde in der EU-Weinmarktordnung 2009 durch den Begriff „Wein“ ersetzt. Vini Generici können mit (con annata e vitigno = „mit Jahrgang und Rebsorte“) oder ohne Jahrgangs- und Rebsortenangabe vermarktet werden, alle höherwertigen Weine müssen genaue geografische Angaben tragen.

### IGT (Indicazione Geografica Tipica)
Ist eine Qualitätsstufe, die in etwa dem deutschen „Landwein“ vergleichbar ist. Unter der Deklarierung IGT findet sich ein breites Spektrum von belanglosen Tröpfchen bis hin zu höchstwertigen Weinen, denen eine DOC- oder DOCG-Klassifizierung zum Beispiel verwehrt bleibt, weil sie aus anderen als den hierfür vorgeschriebenen Trauben gekeltert sind. Bemerkenswert ist, dass, anders als in Deutschland, nicht die Mehrzahl der Weine einen Rang als Qualitätswein zuerkannt bekommen. Einfache Vini Generici oder IGT-Weine gelten in Italien als alltägliche Tischweine und jederzeit als akzeptabel.

### DOC (Denominazione di origine controllata)
Diese Stufe entspricht dem deutschen „Qualitätswein bestimmter Anbaugebiete (QbA)“. Die Bezeichnung weist darauf hin, dass nur Rebmaterial aus dem genannten Gebiet verwendet werden darf und dass dies auch kontrolliert wird. Weine mit DOC- oder DOCG-Siegel dürfen nicht in Gebinde mit einem Volumen abgefüllt werden, das größer als fünf Liter ist.

### DOCG (Denominazione di Origine Controllata e Garantita)
Die nächsthöhere und damit höchste amtliche Qualitätsstufe heißt DOCG. In Deutschland entspricht dies dem „Prädikatswein“. Diese Weine müssen im Anbaugebiet auf Flaschen gezogen werden, sie dürfen also nicht in Tanks transportiert und anderswo abgefüllt werden. Dies gilt nicht für italienischen Wein, der in der Schweiz abgefüllt wird. Die beiden Staaten haben 1994, basierend auf Artikel 5 des Abkommens von 1961, eine Vereinbarung getroffen, welche das Abfüllen von DOCG-Wein in der Schweiz unter Einhaltung bestimmter Richtlinien gestattet. Alle DOCG-Weine tragen eine Banderole am Hals.

### DOP (Denominazione d’Origine Protetta)
Diese geschützte Ursprungsbezeichnung umfasst beide zuvor genannten Qualitätsstufen, also DOC und DOCG. Abweichend von den Bestimmungen der Gemeinschaftsverordnungen können die Mitgliedstaaten weiterhin ihre eigenen traditionellen Begriffe für die Ursprungsbezeichnungen und geografischen Angaben verwenden.
Es wird also möglich sein, die Akronyme (in Italien) weiter zu verwenden: DOCG – DOC – IGT.
Die Anzahl der jeweiligen Qualitätsweine in den Regionen:
| Region                  | IGT | DOC | DOCG |
| ----------------------- | --- | --- | ---- |
| Abruzzen                | 8   | 7   | 2    |
| Aostatal                |     | 1   |      |
| Apulien                 | 6   | 28  | 4    |
| Basilikata              | 1   | 4   | 1    |
| Emilia-Romagna          | 9   | 19  | 2    |
| Friaul-Julisch Venetien | 2   | 12  | 4    |
| Kalabrien               | 10  | 9   |      |
| Kampanien               | 9   | 15  | 4    |
| Latium                  | 6   | 27  | 3    |
| Ligurien                | 4   | 8   |      |
| Lombardei               | 15  | 22  | 5    |
| Marken                  | 1   | 15  | 5    |
| Molise                  | 2   | 4   |      |
| Piemont                 |     | 41  | 18   |
| Sardinien               | 15  | 17  | 1    |
| Sizilien                | 7   | 23  | 1    |
| Toskana                 | 6   | 41  | 11   |
| Trentino-Südtirol       | 4   | 9   |      |
| Umbrien                 | 6   | 13  | 2    |
| Venetien                | 7   | 29  | 14   |
| Italien                 | 118 | 330 | 76   |

## Produktionsmengen DOP-Weine nach Regionen
2020 wurden laut der Organisation Federdoc (Confederazione Nazionale Dei Consorzi Volontari Per La Tutela Delle Denominazioni Dei Vini Italiani) in den einzelnen Regionen folgende Mengen an DOP-Weinen (DOCG- und DOC-Weine) produziert:
| Rang | Land                    | Menge (in hl) |
| ---- | ----------------------- | ------------- |
| 1    | Venetien                | 8.725.025     |
| 2    | Friaul-Julisch Venetien | 5.869.791     |
| 3    | Trentino-Südtirol       | 2.477.379     |
| 4    | Piemont                 | 2.037.903     |
| 5    | Toskana                 | 1.446.419     |
| 6    | Sizilien                | 1.433.811     |
| 7    | Emilia-Romagna          | 1.396.152     |
| 8    | Lombardei               | 1.119.836     |
| 9    | Abruzzen                | 1.114.489     |
| 10   | Apulien                 | 406.174       |
| 11   | Marken                  | 369.958       |
| 12   | Latium                  | 365.721       |
| 13   | Sardinien               | 334.230       |
| 14   | Kampanien               | 297.512       |
| 15   | Umbrien                 | 154.783       |
| 16   | Ligurien 1              | 143.157       |
| 17   | Kalabrien               | 35.895        |
| 18   | Basilikata 1            | 30.902        |
| 19   | Molise                  | 18.064        |
| 20   | Aostatal                | 15.774        |
|      | SUMME                   | 27.792.975    |

## Geographie und Klima
In Italien dominieren das Gebirge sowie das Mittelmeer die Landschaft. Im Norden schirmen die Alpen den Stiefel vor Schlechtwettereinflüssen ab, und innerhalb des Stiefels ziehen sich die Apenninen über die gesamte Länge bis zur Spitze in Kalabrien. Verallgemeinerungen lassen sich auf einer Länge von mehr als 1200 km nicht machen. Ein gemeinsamer Nenner ist jedoch, dass die besseren Qualitätsweinlagen fast immer Hanglagen sind. Die fetteren Böden der Tallagen werden seit jeher für den Anbau von Getreide, Obst und Gemüse genutzt. Die kargeren Hanglagen sind dem Wein und der Olive vorbehalten.

### Abruzzen

Abruzzen

Die Weine der Abruzzen (italienisch Singular Abruzzo) sind vor allem für ihr außergewöhnliches Preis-Leistungs-Verhältnis bekannt. Die Rebfläche in den Abruzzen beträgt 33.352 Hektar. Die Abruzzen stehen mengenmäßig auf Platz 8 der Rangliste der Regionen Italiens, nahezu gleichauf mit Südtirol.

#### Die zwei DOCG-Weine der Abruzzen
- Montepulciano d’Abruzzo Colline Teramane als Subzone des Montepulciano d’Abruzzo.
- Terre Tollesi oder Tullum

#### Die sieben DOC-Weine in den Abruzzen
Abruzzo, Cerasuolo d’Abruzzo, Controguerra, Montepulciano d’Abruzzo, Trebbiano d’Abruzzo, Ortona, Villamagna. (Stand 2016)

#### Die acht IGT-Weine in den Abruzzen
Colli Aprutini, Colli del Sangro, Colli Frentane, Colline Pescaresi, Colline Teatini, Del Vastese oder Histonium, Terre Aquilane, Terre di Chieti. (Stand 2018)

### Aostatal

Aostatal

Das Aostatal ist die kleinste politische Region Italiens. Sie liegt im äußersten Nord-Westen des Landes, vollständig im Hochgebirge der Walliser Alpen, der Mont-Blanc-Gruppe, der Rutor-Gruppe und der Paradiso-Gruppe. Weinwirtschaft ist nur auf einigen wenigen günstig gelegenen Parzellen des namengebenden, gleichnamigen, etwa 90 km langen Aostatals möglich, dessen Talschluss im Nord-Westen das Mont-Blanc-Massiv bildet, und das sich im Südosten bei Carema zum Piemont hin öffnet.

#### Weinbau
Erzeugt wurden 2020 insgesamt 16.820 hl Wein, davon 5.160 hl einfache „vini comuni“ und 11.660 hl DOC-Weine.
Von der Federdoc werden ebenfalls Zahlen zur Weinerzeugung veröffentlicht. Diese nennt für 2021 nur eine Produktion von 12.693 hl und 2020 nur 15.774 hl. Hierin liegt aber kein Widerspruch. Denn wie es der Name der Federdoc (Confederazione Nazionale Dei Consorzi Volontari Per La Tutela Delle Denominazioni Dei Vini Italiani) schon sagt, handelt es sich hier um den nationalen Verband der freiwilligen Konsortien zum Schutz der italienischen Weinbezeichnungen. Und von der Freiwilligkeit einer Mitgliedschaft in diesen Konsortien macht auch im Aostatal so mancher Winzer dahingehend Gebrauch, dass er sich die Mitgliedsbeiträge an das Konsortium spart und dort nicht Mitglied ist. Das Konsortium wiederum kann nur die Produktionszahlen seiner Mitglieder veröffentlichen. Ein Teil der Gesamtproduktion bleibt bei Federdoc also unveröffentlicht.
Was die nicht einmal 125.000 Einwohner der Region Aostatal von der Pro-Kopf-Produktion von jährlich nur etwa 15 Litern nicht selbst trinken, konsumieren die unzähligen durch den Mont-Blanc-Tunnel von und nach Frankreich Reisenden und die noch zahlreicheren Touristen. So bleibt von den im Vergleich teuren Weinen nur wenig für den Export.
Slow Foods „slow wine“ und der Weinführer „Gambero Rosso“ bestätigen dem Aostatal seit Jahren eine stark steigende Weinqualität. Im Führer für das Jahr 2020 wurden vom „Gambero Rosso“ sechs Weine aus dem Aostatal mit der Höchstbewertung „Tre bicchieri = drei Gläser“ ausgezeichnet.

#### Die DOC-Weine
Seit 1985 existiert nur noch eine einheitliche regionale Denomination (DOC) mit dem Namen „Valle d’Aosta“ oder „Vallée d’Aoste“ für das ganze Aostatal. Deren „Disciplinare di produzione dei vini“ (Produktionsvorschriften), beinhalten in Art. 5 Abs. 8, neben den 19 auf die Rebsorten Müller-Thurgau, Gamay, Pinot nero oder Pinot noir, Pinot grigio oder Pinot gris, Pinot bianco oder Pinot blanc, Chardonnay, Mayolet, Petite Arvine, Merlot, Fumin, Syrah, Cornalin, Nebbiolo, Petit rouge, Prëmetta, Moscato bianco oder Muscat petit grain, Traminer aromatico o Gewürztraminer, Gamaret, und Vuillermin bezogenen „sottodenominazioni“ (Unter- bzw. Teil-Denominationen), auch die geografischen „sottodenominazioni“: Donnas, Arnad-Montjovet, Chambave, Chambave Moscato oder Chambave Muscat, Nus, Nus Malvoisie, Torrette, Enfer d’Arvier und Blanc de Morgex et de La Salle. Zudem erlaubt die DOC die Vinifikation von „novello oder nouveau“; Chambave Moscato Passito oder Chambave Muscat Flétri, Nus Malvoise Passito oder Nus Malvoisie Flétri, Moscato bianco Passito oder Muscat petit grain Flétri, Traminer aromatico Passito oder Gewürztraminer Flétri, Passito oder Flétri".
Im oberen Teil des Tals, zwischen den Gemeinden Morgex und Pré-Saint-Didier dürfen – nach Art. 3 Abs. 9 des Disciplinares für die DOC – die Rebflächen bis auf eine Höhe reichen von 1300 m „s.l.m“ (sul livello del mare = über Meer(esspiegel), in Italien bezogen auf den Pegel Genua). Außerhalb der DOC reichen einzelne Rebparzellen noch höher hinauf. Die Rebflächen von Morgex konkurrieren so, neben bspw. Visperterminen in der Schweiz und Kloster Marienberg (Vinschgau) in Südtirol, um den Status des (angeblich) höchsten Weinbergs Festlandeuropas. Denn auf Teneriffa werden Trauben bis in eine Höhe von 1800 m erzeugt.

### Apulien

Apulien

Die Region Apulien (italienisch ‚Puglia‘) mit der Hauptstadt Bari liegt tief im Süden an der adriatischen Küste. Im Gegensatz zu den anderen südlichen Regionen gibt es kaum Berge; die Landschaft besteht aus Hochebenen und Flachland. Es herrscht ein trocken-heißes Klima mit wenig Niederschlag vor. Vom Sporn bei Foggia bis zur Spitze des Stiefelabsatzes hinter Lecce erstreckt sich Apulien über 400 km. Apulien verfügt über die meisten Rebsorten im Süden Italiens, rund 80 Prozent davon sind rote. Die feinsten Qualitäten Apuliens wachsen auf der Halbinsel Salento. Das Salento umfasst das Gebiet der Provinz Lecce sowie den größten Teil der Provinzen Brindisi und Tarent. Dank der beiderseitigen Nähe des adriatischen Meeres und des Ionischen Meeres kühlen die Nächte hier in dem Maße ab, wie es für einen Qualitätsanbau nötig ist.
Die roten Rebsorten sind Aleatico, Bombino Nero, Malvasia Nera di Brindisi, Malvasia Nera di Lecce, Montepulciano, Negroamaro, Primitivo, Sangiovese, Susumaniello und Uva di Troia. Die häufigsten weißen sind Bombino Bianco, Fiano, Falanghina, Impigno, Moscato di Trani und Verdeca. Auf einer Rebfläche von 106.715 Hektar wird hier der meiste Wein Italiens produziert (sogar mehr als in ganz Deutschland). Gemeinsam mit Sizilien liegt es an der Spitze der italienischen Weinproduktions-Menge. Ein großer Teil der Weine wird für die Destillation von Industrie-Alkohol und für die Produktion von Massenweinen verwendet.

#### Die vier DOCG-Weine in Apulien
Castel del Monte Bombino Nero, Castel del Monte Nero di Troia Riserva, Castel del Monte Rosso Riserva, Primitivo di Manduria Dolce Naturale

#### Die 28 DOC-Weine in Apulien
Aleatico di Puglia (in allen Zonen der Region), Alezio, Barletta, Brindisi, Cacc’e mmitte di Lucera, Castel del Monte, Colline Joniche Tarantine, Copertino, Galatina, Gioia del Colle, Gravina, Leverano, Lizzano, Locorotondo, Martina Franca, Matino, Moscato di Trani, Nardò, Negroamaro di Terra d’Otranto, Orta Nova, Ostuni, Primitivo di Manduria, Rosso di Cerignola, Salice Salentino, San Severo, Squinzano, Tavoliere delle Puglie oder Tavoliere, Terra d’Otranto. (Stand 2016)

#### Die sechs IGT-Weine in Apulien
Daunia, Murgia, Puglia, Salento, Tarantino, Valle d’Itria. (Stand 2017)

### Basilikata

Basilikata

Die Region Basilikata ist eine der kleinsten Weinbauregionen Italiens. Die Hauptstadt ist Potenza. Die Anbaugebiete sind höchst unterschiedlich. So zählen die Weinberge im Bereich Vulture zu den höchstgelegenen in ganz Europa. Das Rebland ist in viele tausend kleiner Parzellen, die häufig nicht einmal einen Hektar groß sind, zerstückelt. Diese Heterogenität macht eine Klassifizierung sehr schwer, so dass es bisher nur zwei DOC-Zonen gibt (die Zone Terre dell’Alta Val d’Agri gibt es erst seit dem Sommer 2003), aus denen etwa vier Prozent der Basilikataweine kommen.
Mittlerweile zeigen einige Winzer das großartige Potential des Aglianico in der Basilikata und die Qualitätsbemühungen werden auch schon international honoriert. Der Aglianico del Vulture gehört zu den feinsten Rotweinen Italiens.

#### Die vier DOC-Weine in der Basilikata
Aglianico del Vulture, Grottino di Roccanova, Matera DOC, Terre dell’Alta Val d’Agri. (Stand 2018)

#### Der IGT-Wein in der Basilikata
Basilicata. (Stand 2018)

### Emilia-Romagna

Emilia-Romagna

Die Region Emilia-Romagna ist für ihren Parmaschinken und den Käse Parmesan bekannt, außerdem verfügt sie über 50.846 Hektar Rebfläche, die auch das Grundmaterial für den ebenfalls berühmten Balsamico-Essig liefert. Diese kulinarischen Genüsse stellen das Weinangebot deutlich in den Schatten. Einzig der Lambrusco, der leicht schäumende Rotwein der Emilia, ist international bekannt. In der Region Romagna sind die Rebsorten Albana, Sangiovese und Trebbiano vorherrschend. Die daraus resultierenden Weine sind in der Regel leicht und einfach.
Im Jahr 2018 wurden in der Emilia-Romagna auf 44.243 ha Rebfläche 2.154.900 hl Qualitäts- (DOC- und DOCG-Qualitäten) und IGP-Weine erzeugt.

#### Die zwei DOCG-Weine in der Emilia-Romagna
Colli Bolognesi Classico Pignoletto, Romagna Albana, (Stand 2019)

#### Die 18 DOC-Weine in der Emilia-Romagna
Bosco Eliceo, Colli Bolognesi, Colli d’Imola, Colli di Faenza, Colli di Parma, Colli di Rimini, Colli di Scandiano e di Canossa, Colli Piacentini, Colli Romagna Centrale, Gutturnio, Lambrusco di Sorbara (DOC), Lambrusco Grasparossa di Castelvetro, Lambrusco Salamino di Santa Croce, Modena oder Di Modena, Ortrugo dei Colli Piacentini oder Ortrugo-Colli Piacentini, Pignoletto, Reggiano, Reno, Romagna. (Stand 2019)

#### Die neun IGT-Weine
Bianco di Castelfranco Emilia, Emilia oder dell’Emilia, Forlì, Fortana del Taro, Ravenna, Rubicone, Sillaro oder Bianco del Sillaro, Terre di Veleja, Val Tidone.

### Friaul-Julisch Venetien

Friaul-Julisch Venetien

Das Anbaugebiet Friaul-Julisch Venetien (italienisch Friuli Venezia Giulia), meist nur kurz Friaul liegt zwischen Österreich, Slowenien und der Ebene von Venetien. Die Hauptstadt der Region ist Triest. Obwohl die Region historisch unter wechselhaftem Einfluss gestanden hat und oft in Kriegshandlungen verwickelt war, wird seit der Antike durchgehend Wein angebaut. Durch verbesserte Kellermethoden wie die gekühlte Gärung ist die Gegend zur wohl besten Weißweinregion Italiens aufgestiegen, obwohl noch Rotwein angebaut wird. Die Unterregionen Collio, Colli Orientali del Friuli, Isonzo und Carso erzeugen die hochwertigsten und langlebigsten Weißweine. Trotz der herausragenden Stellung findet sich zunehmend Konkurrenz in Regionen, die erst seit kurzer Zeit Spitzenweine produzieren. Viele Winzer haben sich von den internationalen Sorten verabschiedet und ersetzen sie mehr und mehr durch die alten einheimischen, besonders den Friulano. In den autochthonen Sorten liegt das größte Qualitätspotenzial des Friaul.

#### Die vier DOCG-Weine
Colli Orientali del Friuli Picolit, Lison, Ramandolo, Rosazzo

#### Die zwölf DOC-Weine
Carso oder Carso-Kras, Collio Goriziano oder Collio, delle Venezie oder Beneških Okolišev, Friuli oder Friuli Venezia Giulia, Friuli-Annia, Friuli Aquileia, Friuli Colli Orientali, Friuli Grave, Friuli Isonzo oder Isonzo del Friuli, Friuli Latisana, Lison-Pramaggiore, Prosecco

#### Die drei IGT-Weine
Alto Livenza, Trevenezie oder Tri Benečije, Venezia Giulia

### Kalabrien

Kalabrien

Die Region Kalabrien (italienisch ‚Calabria‘) mit der Hauptstadt Catanzaro mit 10.658 Hektar Rebfläche ist eines der ältesten Weinbau-Gebiete Italiens. Im Jahr 2018 wurden insgesamt 68.440 hl DOP- (DOC und DOCG) und IGP-Weine produziert. Noch vor 100 Jahren lieferte Kalabrien gute Verschnittweine, und der Cirò war einer der bekanntesten Weine der Region. Misswirtschaft, Armut und Korruption führten zu Niedergang und Auswanderung. Langsam kommt aber wieder Bewegung in den kalabrischen Weinbau. Die Aufbruchstimmung lässt sich mit der der vergangenen Jahre in Sizilien und Apulien vergleichen. Die Preisgestaltung ist noch moderat.
Ein Viertel der Rebfläche ist mit der roten Rebsorte Gaglioppo bestockt.

#### Die neun DOC-Weine in Kalabrien
Bivongi, Cirò, Greco di Bianco, Lamezia, Melissa, Sant’Anna di Isola Capo Rizzuto, Savuto, Scavigna, Terre di Cosenza. (Stand 2018)

#### Die zehn IGT-Weine in Kalabrien
Arghilla, Calabria, Costa Viola, Lipuda, Locride, Palizzi, Pellaro, Scilla, Val di Neto, Valdamato. (Stand 2017)

### Kampanien

Kampanien

Die Region Kampanien (italienisch ‚Campania‘) mit 41.129 Hektar Rebfläche mit der Hauptstadt Neapel ist eines der ältesten Weinbaugebiete Italiens. Hier entstand in der Antike unter anderem der Falerner. Das mediterrane Klima mit dem Einfluss des nahen Meeres, die schützenden Berge sowie Böden vulkanischen Ursprungs bieten eine ideale Basis für Weinbau, zum größten Teil werden Rotweine produziert. Besonders die rote Sorte Aglianico liefert insbesondere bei Avellino körperreiche, farbintensive und aromatische Rotweine. Daraus wird der lange Zeit einzige kampanische DOCG-Wein Taurasi gekeltert. Weitere Rebsorten sind Asprinio Bianco, Biancolella, Coda di Volpe, Falanghina, Fiano, Forastera, Greco Bianco und Piedirosso. Von der Wein-Gesamtproduktionsfläche entfielen 5.100 Hektar (Stand 2018) auf DOC- und DOCG-Weine, aber die Qualitätsbemühungen der letzten Jahre tragen erste Früchte.

#### Die vier DOCG-Weine in Kampanien
Aglianico del Taburno, Fiano di Avellino, Greco di Tufo, Taurasi.

#### Die 15 DOC-Weine in Kampanien
Aversa, Campi Flegrei, Capri, Casavecchia di Pontelatone, Castel San Lorenzo, Cilento, Costa d’Amalfi, Falanghina del Sannio, Falerno del Massico, Galluccio, Irpinia, Ischia, Penisola Sorrentina, Sannio, Vesuvio. (Stand 2018)

#### Die zehn IGT-Weine in Kampanien
Benevento oder Beneventano, Campania, Catalanesca del Monte Somma, Colli di Salerno, Dugenta, Epomeo, Paestum, Pompeiano, Roccamonfina, Terre del Volturno. (Stand 2014)

### Latium

Latium

Die Region Latium (ital. ‚Lazio‘) mit der Hauptstadt Rom umfasst 47.884 Hektar Rebfläche. Sie liegt an der Küste des Tyrrhenischen Meeres und besitzt eine rund 320 Kilometer lange Küste. Schon in der Antike gab es hier einen umfangreichen Weinbau und eine ausgeprägte Weinkultur. Das Gebiet lieferte für die Hauptstadt des Römischen Reiches Speise und Trank. Das Klima ist an der Küste trocken und heiß und wird in das Landesinnere zunehmend kühler und feuchter. Außer in den Apenninen (mit dem mit 2216 Meter höchsten Gipfel Monte Terminillo) werden fast überall Reben kultiviert. Insgesamt sind 200 Sorten zugelassen, viele davon stammen von antiken Rebsorten ab. Von Bedeutung sind aber nur ein Dutzend. Zu nahezu 90 % werden Weißweine erzeugt, die auf dem oft vulkanhaltigen Boden besonders gut gedeihen. Besonders die Rebsorten Malvasia und Trebbiano mit zahlreichen Varietäten sind Bestandteil dieser Weine. Die wichtigsten roten Sorten sind Cesanese, Sangiovese und Montepulciano. Internationale Sorten wie Cabernet Sauvignon und Merlot gewinnen an Bedeutung.

#### Die drei DOCG-Weine in Latium
Cannellino di Frascati, Cesanese del Piglio, Frascati Superiore. (Stand 2018)

#### Die 27 DOC-Weine in Latium
Aleatico di Gradoli, Aprilia, Atina, Bianco Capena, Castelli Romani, Cerveteri, Cesanese di Affile, Cesanese di Olevano Romano, Circeo, Colli Albani, Colli della Sabina, Colli Etruschi Viterbesi oder Tuscia, Colli Lanuvini, Cori, Est! Est!! Est!!! di Montefiascone, Frascati, Genazzano, Marino, Montecompatri Colonna, Nettuno, Orvieto und Orvieto Classico, Roma, Tarquinia, Terracina oder Moscato di Terracina, Velletri, Vignanello, Zagarolo. (Stand 2018)

#### Die sechs IGT-Weine in Latium
Anagni, Civitella d’Agliano, Colli Cimini, Costa Etrusco Romana, Frusinate oder del Frusinate, Lazio. (Stand 2018)

### Ligurien

Ligurien

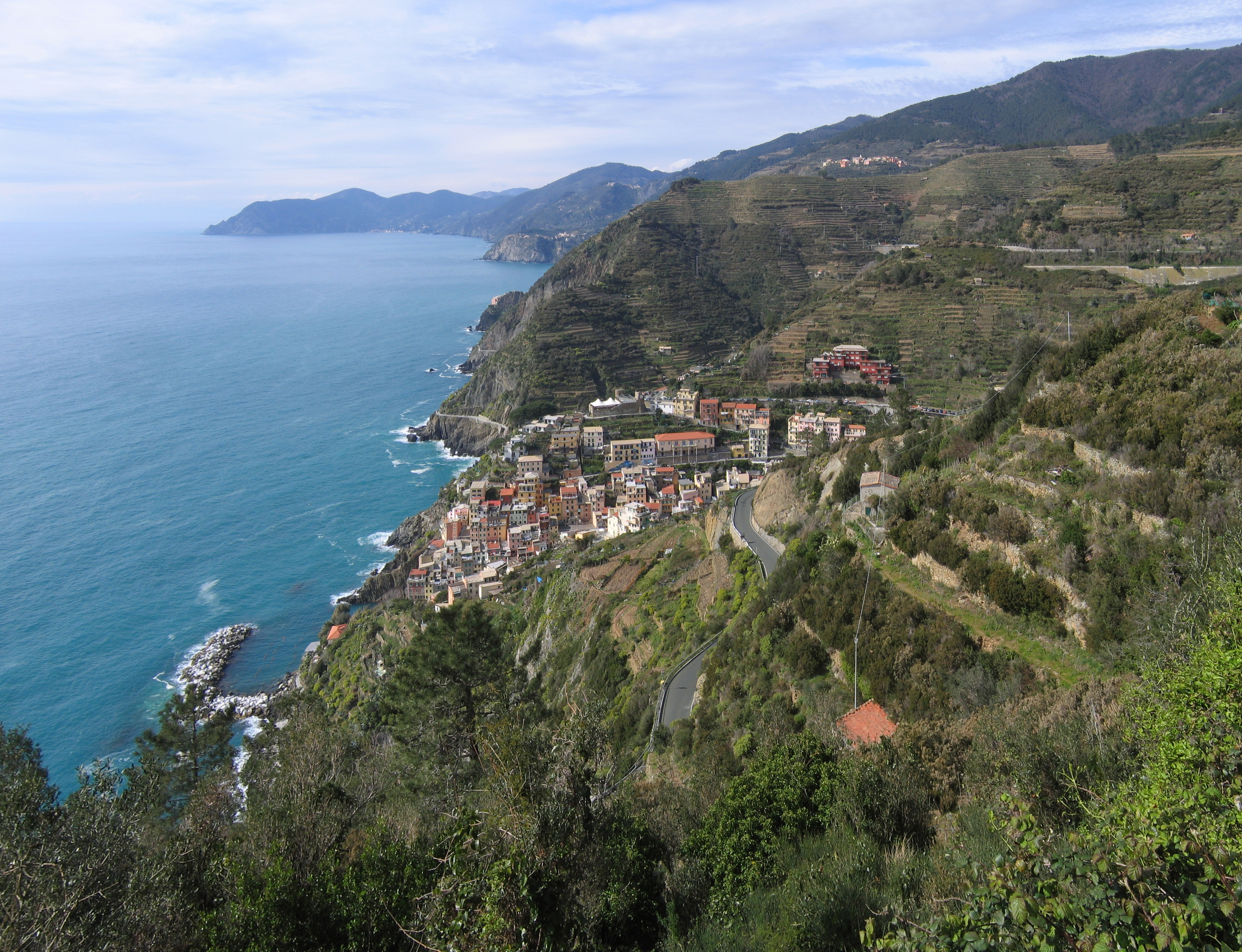
Weinanbau an den Hängen bei Riomaggiore

Ligurien mit der Hauptstadt Genua ist die nach dem Aostatal und dem Molise drittkleinste Region Italiens. Die Gesamtweinproduktion beläuft sich auf ca. 63.000 hl bei 1535 Hektar Rebfläche. (Stand 2016) Über 70 % der Produktion werden als DOC-Weine ausgebaut. Das zerklüftete Gebiet zwischen Frankreich und der Toskana sowie die kleinen Einzelbesitzungen stellen schwierige Bedingungen für den Weinbau dar. Gleichwohl erlebt der süße Dessertwein der Cinqueterre, der Sciacchetrà, eine Renaissance.
Im Bereich der Weißweine konzentriert man die Bemühungen auf die weißen Rebsorten Vermentino, Pigato und Bosco; im Bereich Rotwein auf die roten Sorten Rossese, Sangiovese und Dolcetto. Im Jahr 1970 wurden noch 123 Traubensorten gezählt; die meisten davon sind verschwunden.
Der Weinbau hat auch in Ligurien schon lange Tradition, wie wir von Plinius dem Älteren erfahren können. Für die geschichtliche Entwicklung des Weinbaus in Ligurien sind zwei Elemente von entscheidender Bedeutung:
- das schwierige Gelände, das nur eine begrenzte Verfügbarkeit von Rebflächen bietet und auch im 19. Jahrhundert zu Landflucht führte
- einfacher zu verdienendes Geld mit dem Anbau von Blumen und Gemüse in Treibhäusern.

#### Die acht DOC-Weine
Cinque Terre e Cinque Terre Sciacchetrà, Colli di Luni, Colline di Levanto, Golfo del Tigullio-Portofino oder Portofino, Pornassio oder Ormeasco di Pornassio, Riviera Ligure di Ponente, Rossese di Dolceacqua oder Dolceacqua, Val Polcèvera. (Stand 2018)

#### Die vier IGT-Weine
Colline del Genovesato, Colline Savonesi, Liguria di Levante, Terrazze dell’Imperiese. (Stand 2018)

### Lombardei

Lombardei

Trotz des eher geschäftigen Eindrucks dieser bevölkerungsreichsten Region Italiens rund um Mailand spielt der Weinbau keineswegs eine untergeordnete Rolle. Mit ca. 1,6 Millionen Hektoliter Menge aus 26.951 Hektar Rebfläche werden bekanntere Regionen wie Friaul oder Umbrien deutlich in den Schatten gestellt. Aufgrund seiner Größe und Diversifizierung gelingt es der Region jedoch nicht, ein Qualitätsimage wie zum Beispiel in der Toskana oder im Piemont aufzubauen.
Die wichtigsten Weinbauregionen in der Lombardei sind das Veltlin (italienisch die Valtellina), das Oltrepò Pavese sowie die Franciacorta.

#### Die fünf DOCG-Weine
Franciacorta, Oltrepò Pavese metodo classico, Moscato di Scanzo oder nur Scanzo, Sforzato di Valtellina oder Sfursat di Valtellina, und Valtellina Superiore. (Stand 2018)
Die DOCGs Franciacorta und Oltrepò Pavese metodo classico gelten für Schaumweine. Die DOCG Moscato di Scanzo gilt für einen süßen roten Dessertwein, und die DOCG Valtellina Superiore gilt für trockene rote Stillweine.

#### Die 21 DOC-Weine
Bonarda dell’Oltrepò Pavese, Botticino, Buttafuoco dell’Oltrepò Pavese oder Buttafuoco, Capriano del Colle, Casteggio, Cellatica, Curtefranca, Garda, Garda Colli Mantovani, Lambrusco Mantovano, Lugana, Oltrepò Pavese, Oltrepò Pavese Pinot Grigio, Pinot Nero dell’Oltrepò Pavese, Riviera del Garda Bresciano oder Garda Bresciano, San Colombano al Lambro, San Martino della Battaglia, Sangue di Giuda dell’Oltrepò Pavese oder Sangue di Giuda, Terre del Colleoni oder Colleoni, Valcalepio, Valtellina Rosso oder Rosso di Valtellina. (Stand 2018)

#### Die 15 IGT-Weine
Alto Mincio, Alpi Retiche, Terre Lariane, Benaco Bresciano, Bergamasca, Collina del Milanese, Montenetto di Brescia, Provincia di Mantova, Provincia di Pavia, Quistello, Ronchi di Brescia, Ronchi Varesini, Sabbioneta, Sebino, Valcamonica. (Stand 2018)

### Marken

Marken

Die italienische Region Marken (ital. ‚Marche‘) umfasst 24.590 Hektar Rebfläche verteilt auf vier Provinzen mit 13 DOC-Zonen, fünf DOCG-Zonen und einer IGT. Hauptstadt ist Ancona. Die Region liegt in Mittelitalien an der adriatischen Küste, im Westen grenzen die Regionen Toskana und Umbrien an. Der Verdicchio ist der berühmteste Weißwein der Marken. Die autochthone, weiße Rebsorte stammt vermutlich von der Greco-Trebbiano-Familie ab. In den letzten 15 Jahren hat sich die Rebfläche um ca. 20 % verkleinert. Die Zahl der Winzer nahm ebenfalls stark ab; über 90 % der Winzer haben weniger als 2 ha und produzieren überwiegend für den Eigenbedarf.
Das adriatische Meer und das im Westen liegende Gebirge der toskanischen Apenninen schaffen ein kühles, gemäßigtes Klima. Die Weingärten liegen fast ausschließlich auf Hängen mit häufig lehmhaltigem Boden. Die häufigsten Sorten sind die weißen Trebbiano, Maceratino, Pecorino, Verdicchio, Pinot Blanc, Pinot gris und Malvasia sowie die roten Sangiovese, Montepulciano, Lacrima di Morro und Vernaccia di Serrapetrona. Je zur Hälfte werden Rot- und Weißweine produziert. Fast die Hälfte der Weinproduktion kommt aus der Provinz Ascoli Piceno, 30 Prozent kommt aus der Provinz Ancona. Die wichtigsten Anbaugebiete sind der Verdicchio dei Castelli di Jesi (41 %), der Rosso Piceno (27 %) und der Falerio dei Colli Ascolani (7 %). Die Jahresproduktion beläuft sich auf ca. 1,6 Millionen hl.

#### Die fünf DOCG-Weine der Marken
Castelli di Jesi Verdicchio Riserva, Cònero, Offida, Verdicchio di Matelica Riserva, Vernaccia di Serrapetrona. (Stand 2018)

#### Die 15 DOC-Weine der Marken
Bianchello del Metauro, Colli Maceratesi, Colli Pesaresi, Esino, Falerio, I Terreni di Sanseverino, Lacrima di Morro oder Lacrima di Morro d’Alba, Pergola, Rosso Cònero, Rosso Piceno oder Piceno, San Ginesio, Serrapetrona, Terre di Offida, Verdicchio dei Castelli di Jesi, Verdicchio di Matelica. (Stand 2018)

#### IGT-Wein der Marken
Marche

### Molise

Molise

#### Die vier DOC-Weine in Molise
Biferno, Molise, Pentro di Isernia, Tintilia del Molise. (Stand 2018)

#### Die zwei IGT-Weine in Molise
Osco oder Terre degli Osci, Rotae

### Piemont
I

Piemont

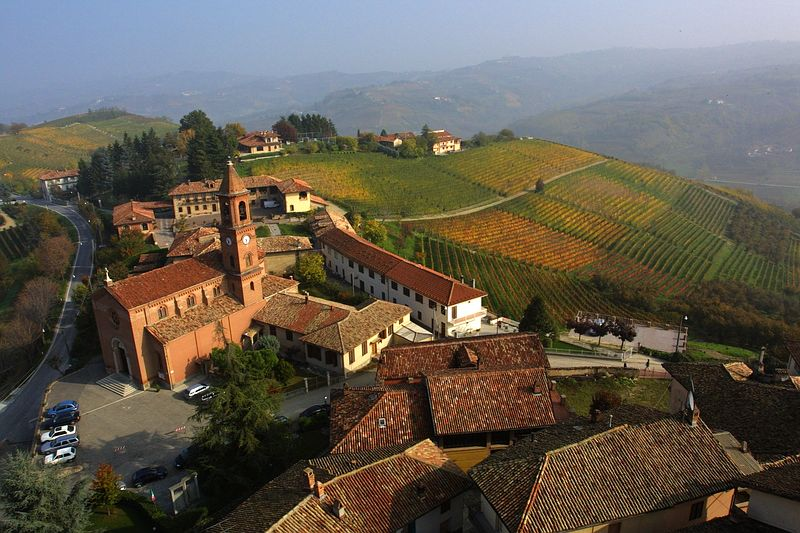
Serralunga d’Alba im Barolo-Gebiet

Das Piemont ist Italiens zweitgrößte Verwaltungseinheit und liegt im Nordwesten Italiens. Hauptstadt des Lands am „Fuß der Berge“ (= Übersetzung des Namens Piemont oder Piedmont) ist Turin. In den Provinzen Alessandria, Asti, Cuneo, Torino und Vercelli stehen 47.314 Hektar Rebfläche zur Verfügung auf denen 2.402.000 hl Wein erzeugt wird. (Stand 2016) Der durchschnittliche Anteil an Qualitätsweinen beträgt etwa 90 %. Piemont ist weinbautechnisch in vier Unterbereiche gegliedert: Piemonte „L’Astigiano“, Piemonte „Le Langhe“, Piemonte „Il Monferrato“ und Piemonte „Il Nord“. Insgesamt verfügt das Piemont über 58 DOC- und DOCG-Gebiete. Im Jahr 2016 wurden im gesamten Piemont auf 28.800 ha 1.969.228 hl Qualitätswein produziert.
Schwerpunkt des Weinanbaus ist die Region der Langhe, eine Hügellandschaft in der Nähe der Stadt Alba, ebenfalls Heimat der weißen Trüffel. Hier werden der Barolo sowie der Barbaresco, zwei der großen Weine Italiens, erzeugt. Beide Weintypen haben in den letzten Jahren große Veränderungen durchgemacht. Die fortschrittlichen Erzeuger bereiten weiterhin großartige Weine, die jedoch zugänglicher und ausgeglichener als früher sind.
Der unkomplizierte Dolcetto ist weiterhin sehr beliebt und gewinnt stetig an Profil wie Qualität. Krönung der Arbeit ist sicherlich die Anerkennung des Dolcetto di Dogliani zum DOCG-Wein im Juli 2005 und des Dolcetto di Ovada Superiore im September 2008.
Im Piemont haben die bedeutendsten Vermouth-Hersteller der Welt ihren Sitz. Das Getränk besteht zu mindestens 70 % aus Wein. Die bekanntesten Hersteller sind Martini & Rossi, Cinzano, Carpano, Gancia, Riccadonna und Cora.

#### Die 17 DOCG-Weine
Alta Langa, Asti, Barbaresco, Barbera d’Asti, Barbera del Monferrato superiore, Barolo, Brachetto d’Acqui, Dolcetto di Diano d’Alba, Dolcetto di Dogliani oder kurz Dogliani, Dolcetto di Ovada Superiore oder kurz Ovada, Erbaluce di Caluso, Gattinara, Gavi, Ghemme, Nizza DOCG, Roero, Ruchè di Castagnole Monferrato. (Stand 2018)

#### Die 43 DOC-Weine
Alba, Albugnano, Barbera d’Alba, Barbera del Monferrato, Boca, Bramaterra, Calosso, Canavese, Carema, Casorzo oder Malvasia di Casorzo oder Malvasia di Casorzo d’Asti, Cisterna d’Asti, Colli Tortonesi, Collina Torinese, Colline Novaresi, Colline Saluzzesi, Cortese dell’Alto Monferrato, Coste della Sesia, Dolcetto d’Acqui, Dolcetto d’Alba, Dolcetto d’Asti, Dolcetto di Ovada, Fara, Freisa d’Asti, Freisa di Chieri, Gabiano, Grignolino del Monferrato Casalese, Grignolino d’Asti, Langhe, Lessona, Loazzolo, Malvasia di Casorzo d’Asti, Malvasia di Castelnuovo Don Bosco, Monferrato, Nebbiolo d’Alba, Piemonte, Pinerolese, Rubino di Cantavenna, Sizzano, Strevi, Terre Alfieri, Valli Ossolane, Valsusa, Verduno Pelaverga. (Stand 2018)

### Sardinien

Sardinien

Sardinien hat eine Rebfläche von 43.331 Hektar. Die südliche Lage im Mittelmeer sichert reichlichen Sonnenschein. Besonders an der Südküste gibt es viel Trockenheit, deshalb ist oft eine künstliche Bewässerung erforderlich. Neue Weinberge werden oft im Windschatten von Bergen oder Bäumen angelegt. Die Temperaturen sind aber in den verschiedenen Teilregionen der Insel sehr unterschiedlich. So entstehen im kühleren Norden (Gallura, Anglona und Alghero) vor allem frische, fruchtige Weißweine mit schöner Säure und Duftigkeit; die warme Süd- und Westseite der Insel bietet Rot-, Weiß- und Dessertweinen gute Bedingungen. Die Produktion wird weitgehend von großen Genossenschaften beherrscht. Zu zwei Dritteln werden Rotweine und zu einem Drittel Weißweine erzeugt.

#### Die 16 DOC-Weine auf Sardinien
Alle DOC-Weine mit „Sardegna“ im Namen dürfen in allen Zonen auf ganz Sardinien produziert werden: Alghero, Arborea, Cagliari, Campidano di Terralba oder Terralba, Cannonau di Sardegna, Carignano del Sulcis, Girò di Cagliari, Malvasia di Bosa, Mandrolisai, Monica di Sardegna, Moscato di Sardegna, Moscato di Sorso-Sennori oder Moscato di Sorso oder Moscato di Sennori, Nasco di Cagliari, Nuragus di Cagliari, Sardegna Semidano, Vermentino di Sardegna, Vernaccia di Oristano. (Stand 2018)

#### Die 15 IGT-Weine auf Sardinien
Barbagia, Colli del Limbara, Isola dei Nuraghi, Marmilla, Nurra, Ogliastra, Parteolla, Planargia, Provincia di Nuoro, Romangia, Sibiola, Tharros, Trexenta, Valle del Tirso, Valli di Porto Pino

### Sizilien

Sizilien

Sizilien ist mit knapp neun Prozent der gesamten Landfläche Italiens die größte Region und mit 101.000 ha Rebfläche (Stand 2014) das größte Weinbaugebiet des Landes. Bis Mitte der 1990er Jahre war die Insel im Ausland in erster Linie für den Süßwein Marsala bekannt. Ein Großteil der übrigen Weinproduktion wurde als Fasswein in die bekannten Weinregionen Europas verkauft, wo er als Verschnittwein zur Aufbesserung bzw. Vermehrung der dortigen Produktion diente. Für lange Zeit wurden die Rotweine der Insel nicht nach ihrem Herkunftsort oder der Rebsorte benannt, sondern nach dem Hafen, von wo sie verschifft wurden (Marzamemi, Scoglitti, Riposto). Ein weiterer Teil der Produktion wurde außerdem für die Destillation von Alkohol und die Herstellung von Traubenmost verwendet. Erst Ende der 1990er Jahre setzte eine Vermarktung sizilianischer Weine ein, die auch den Namen der Insel trugen.
Nachdem man zunächst auf den Anbau internationaler Rebsorten gesetzt hatte, um die internationalen Märkte zu erschließen, entdeckten die Winzer heimische Rebsorten, vor allem den heute international bekannten Nero d’Avola wieder. Letzter gilt aktuell als die bedeutendste Rebsorte Siziliens und steht dort auf 18.000 Hektar Rebfläche (2013). Zahlreiche andere traditionelle oder autochthone Rebsorten wie Zibibbo, Catarratto, Grillo, Frappato, Perricone, Carricante oder Inzolia werden heute unter ihrem Namen ausgebaut und sind zusammen mit der Nennung der bekannter werdenden Anbaugebiete (z. B. Etna) Symbol für die Vielfalt der Weinregion Sizilien. Seit 2005 ist der Cerasuolo di Vittoria der erste DOCG-klassifizierte Wein Siziliens. Die Anbauflächen für DOC/DOCG-Weine machen etwa zwölf Prozent der Gesamt-Rebfläche (ca. 15.000 ha/Stand 2017) aus. Zum Vergleich: Im Jahr 2000 lag der Anteil der DOC Anbaufläche noch unter vier Prozent. Eine Besonderheit ist die Gründung der DOC Sicilia (seit dem Weinjahr 2012), die das Gebiet der gesamten Insel einschließt und als Zusatz „Sicilia“ auf dem Etikett erscheinen darf.

#### Die 23 DOC Weine auf Sizilien
Alcamo, Contea di Sclafani, Contessa Entellina, Delia Nivolelli, Eloro, Erice, Etna, Faro, Malvasia delle Lipari, Mamertino di Milazzo oder Mamertino, Marsala, Menfi, Monreale, Noto, Pantelleria, Riesi, Salaparuta, Sambuca di Sicilia, Santa Margherita di Belice, Sciacca, Sicilia, Siracusa, Vittoria.

#### Die sieben IGT-Weine in Sizilien
Avola, Camarro, Fontanarossa di Cerda, Salemi, Salina, Terre Siciliane, Valle Belice. (Stand 2018)

### Toskana

Toskana

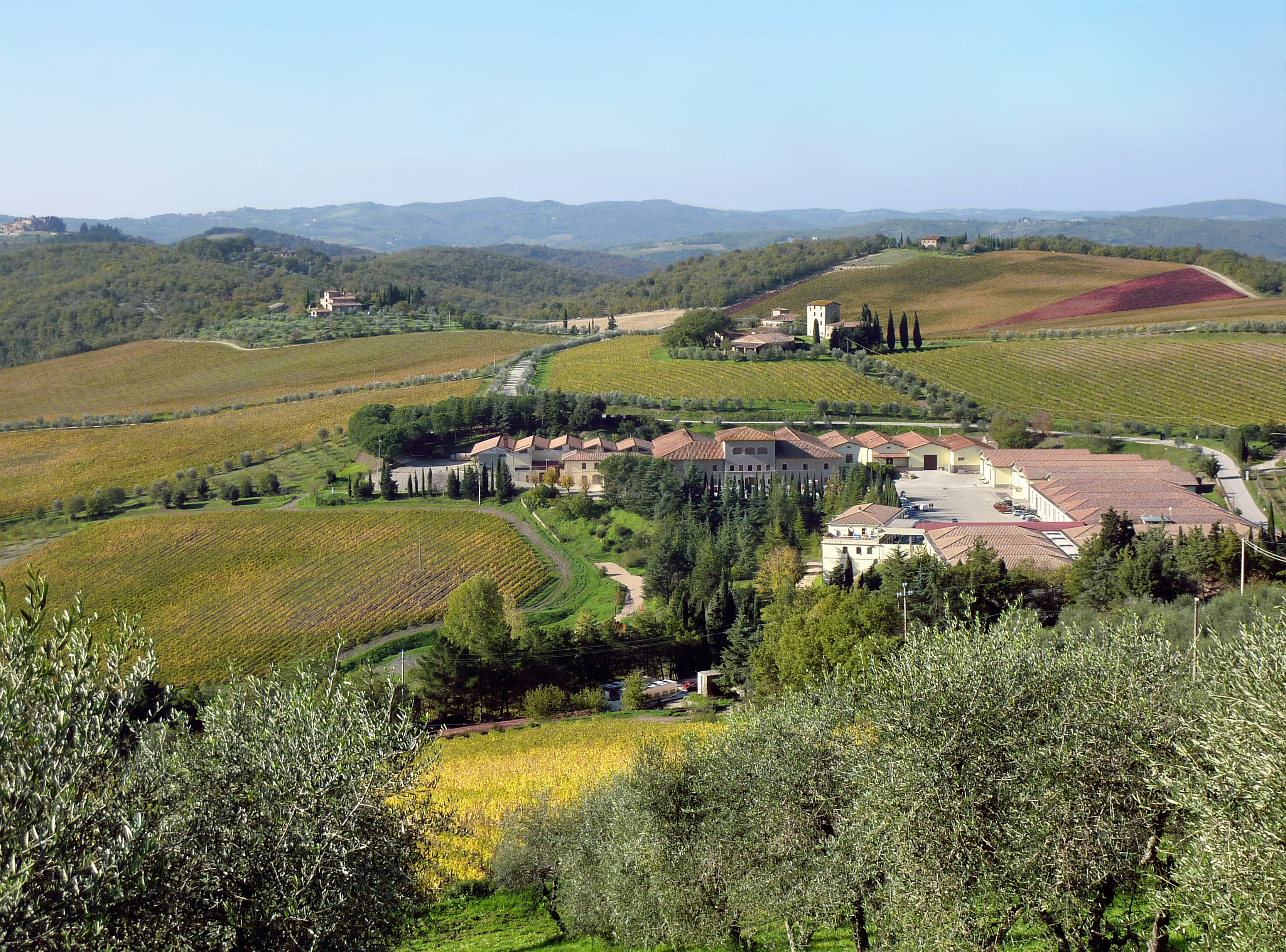
Weinberge bei Gaiole in Chianti

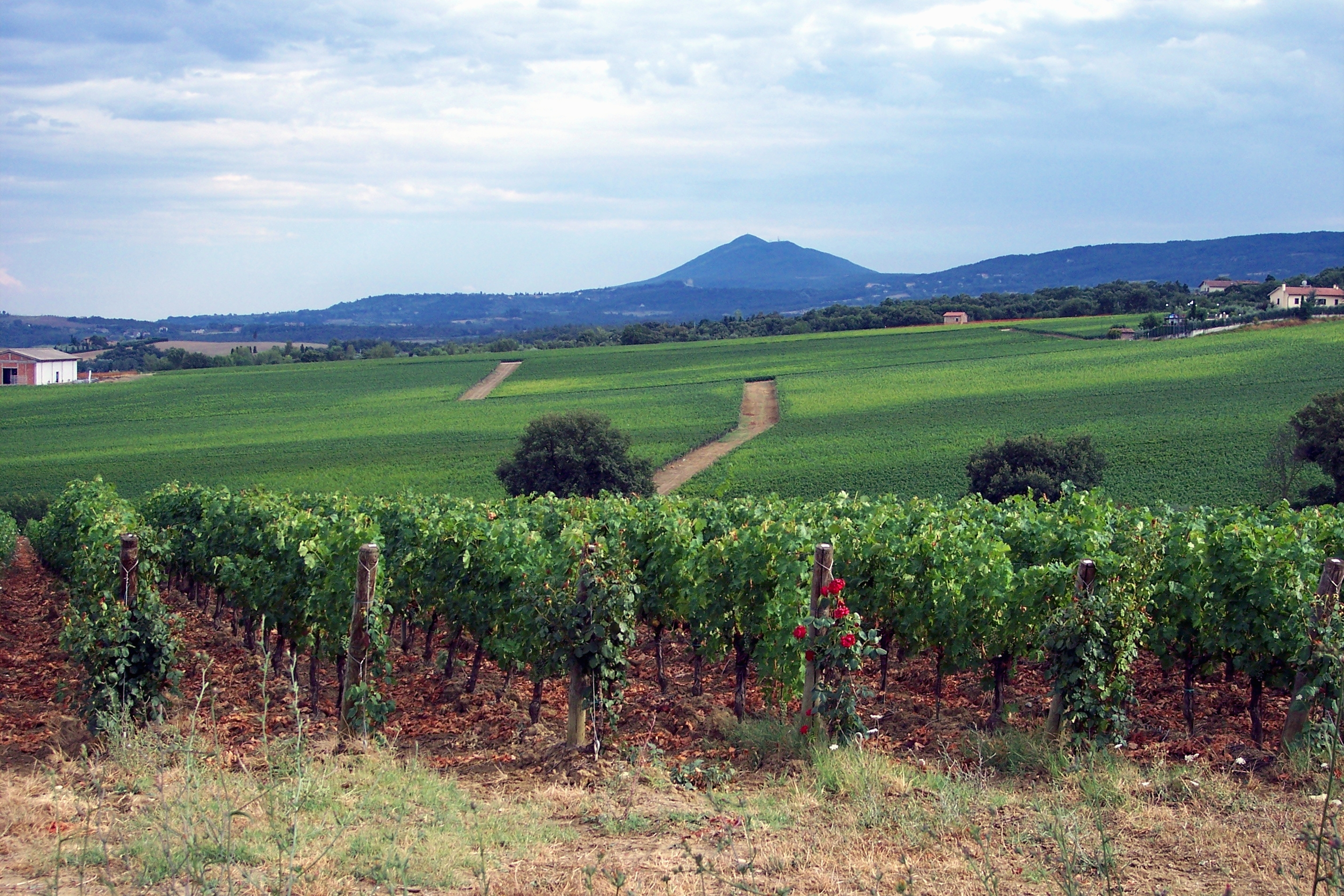
Weinanbau im Val d’Orcia

Die Region Toskana umfasst rund 63.633 Hektar Rebfläche. So wie in Frankreich Bordeaux und Burgund die berühmtesten Weinbaugebiete sind, gilt dies in Italien – neben der Region Piemont – für die Toskana. Die Hauptrebsorte der Toskana ist der Sangiovese. Im Chianti, dem bekanntesten Wein der Gegend, hat diese Sorte einen Anteil von mindestens 75 %. Der sehr teure Brunello di Montalcino und der oft als dessen kleiner Bruder bezeichnete Rosso di Montalcino werden zu 100 % aus einer Unterart der Sangiovese-Traube erzeugt, der Brunello-Traube, die auch Sangiovese Grosso genannt wird.
An der Küste zum Mittelmeer werden seit Ende der 1960er und zu Anfang der 1970er Jahre auch Cabernet Trauben wie Cabernet Sauvignon und Cabernet Franc angebaut. Was als Experiment und als Vergnügen begann, entwickelte sich in der Folgezeit zu dem Phänomen der Supertoskaner (engl. Super Tuscans). Der Sassicaia aus dem Weingut Tenuta San Guido beispielsweise etwa war jahrelang einer der teuersten Tafelweine der Welt, da diese Weine in der Toskana keinen DOC Status genossen. Mittlerweile wurde ihm jedoch als Bolgheri, Unterzone Sassicaia, das DOC zugesprochen. Dagegen sind der Tignanello von den Weingütern des Marchese Antinori, der Ornellaia und der Masseto aus dem Haus Tenuta dell’Ornellaia sowie der Monteverro vom gleichnamigen Weingut immer noch keine DOC-Weine.
Eine Spezialität der Toskana ist neben diesen Rotweinen der Vin Santo. Dieser oxidativ ausgebaute Dessertwein wird zumeist in der süßen (dolce) Variante ausgebaut, es werden aber auch halbsüße (amabile) und trockene (secco) mit unterschiedlichem Alkohol- und Restzuckergehalt erzeugt. Vin Santo wird häufig zusammen mit Cantuccini, einem traditionellen Mandelgebäck, angeboten.

#### Die elf DOCG-Weine
Brunello di Montalcino, Carmignano, Chianti (DOCG), Chianti classico (DOCG), Elba Aleatico Passito, Montecucco Sangiovese, Morellino di Scansano, Suvereto, Val di Cornia Rosso, Vernaccia di San Gimignano, Vino Nobile di Montepulciano. (Stand 2018)

#### Die 41 DOC-Weine
Ansonica Costa dell’Argentario, Barco Reale di Carmignano, Bianco dell’Empolese, Bianco di Pitigliano, Bolgheri, Bolgheri Sassicaia, Candia dei Colli Apuani, Capalbio, Colli dell’Etruria Centrale, Colli di Luni, Colline Lucchesi, Cortona, Elba, Grance Senesi, Maremma Toscana, Montecarlo, Montecucco, Monteregio di Massa Marittima, Montescudaio, Moscadello di Montalcino, Orcia, Parrina, Pomino, Rosso di Montalcino, Rosso di Montepulciano, San Gimignano, San Torpè, Sant’Antimo, Sovana, Terratico di Bibbona, Terre di Casole, Terre di Pisa, Val d’Arbia, Val d’Arno di Sopra oder Valdarno di Sopra, Val di Cornia, Valdichiana toscana, Valdinievole, Vin Santo del Chianti, Vin Santo del Chianti Classico, Vin Santo di Carmignano, Vin Santo di Montepulciano. (Stand 2018)

#### Die sechs IGT-Weine der Toskana
Alta Valle della Greve, Colli della Toscana centrale, Costa Toscana, Montecastelli, Toscano oder Toscana, Val di Magra (Stand 2018)

### Trentino und Südtirol

Trentino und Südtirol

#### Südtirol
Südtirol ist mit rund 5500 ha eines der kleinsten Weinbaugebiete in Italien. Produziert werden die Weine (etwa 60 % Weiß- und 40 % Rotweine) von zehn Kellereigenossenschaften, etwa 30 Privatkellereien und 100 Winzern zu niederen Anbaumengen (freiwillige Reduktion), Weinpreisen im mittleren Segment und mit hoher Anerkennung, besonders der Weißweine, in Italien. Der Anteil der DOC-Weine beträgt über 98 %.
Bei Einhaltung der definierten DOC-Bestimmungen können Weine aus dem gesamten Anbaugebiet mit dem Zusatz „Südtirol“ oder „Südtiroler“ vermarktet werden. Daneben gibt es noch die sechs Unterregionen „Südtirol Meraner“, „Südtirol Vinschgau“, „Südtirol St. Magdalener“, „Südtirol Terlaner“, „Südtirol Eisacktaler“, „Südtirol Bozner Leiten“ mit gesonderten Bestimmungen.
Weitere DOC sind „Kalterersee“ und „Etschtal“ die sich beide über die Region hinaus erstrecken.

#### Trentino
Im Trentino dominieren drei Riesengenossenschaften den Markt und vermarkten den Großteil der Weine im unteren Preissegment. Anerkennung als DOC-Gebiete genießen Südtiroler, Casteller, Kalterer See, Teroldego Rotaliano, Trentino, Trento, Etschtaler und Valdadige Terradeiforti.

#### Gemeinsame DOC-Gebiete
„Kalterersee“ (ohne den Zusatz „Südtirol“) kann auch aus dem nördlichen Trentino stammen. Weiters gibt es das kaum noch verwendete DOC-Gebiet „Valdadige“ („Etschtal“), das große Teile Südtirols und des Trentinos umfasst.

#### Die vier IGT-Weine
Delle Venezie (auch in der Region Friaul-Julisch Venetien und der Region Venetien), Mitterberg, Vallagarina (auch in Venetien) und Vigneti delle Dolomiti oder Weinberg Dolomiten (auch in Venetien).

### Umbrien

Umbrien

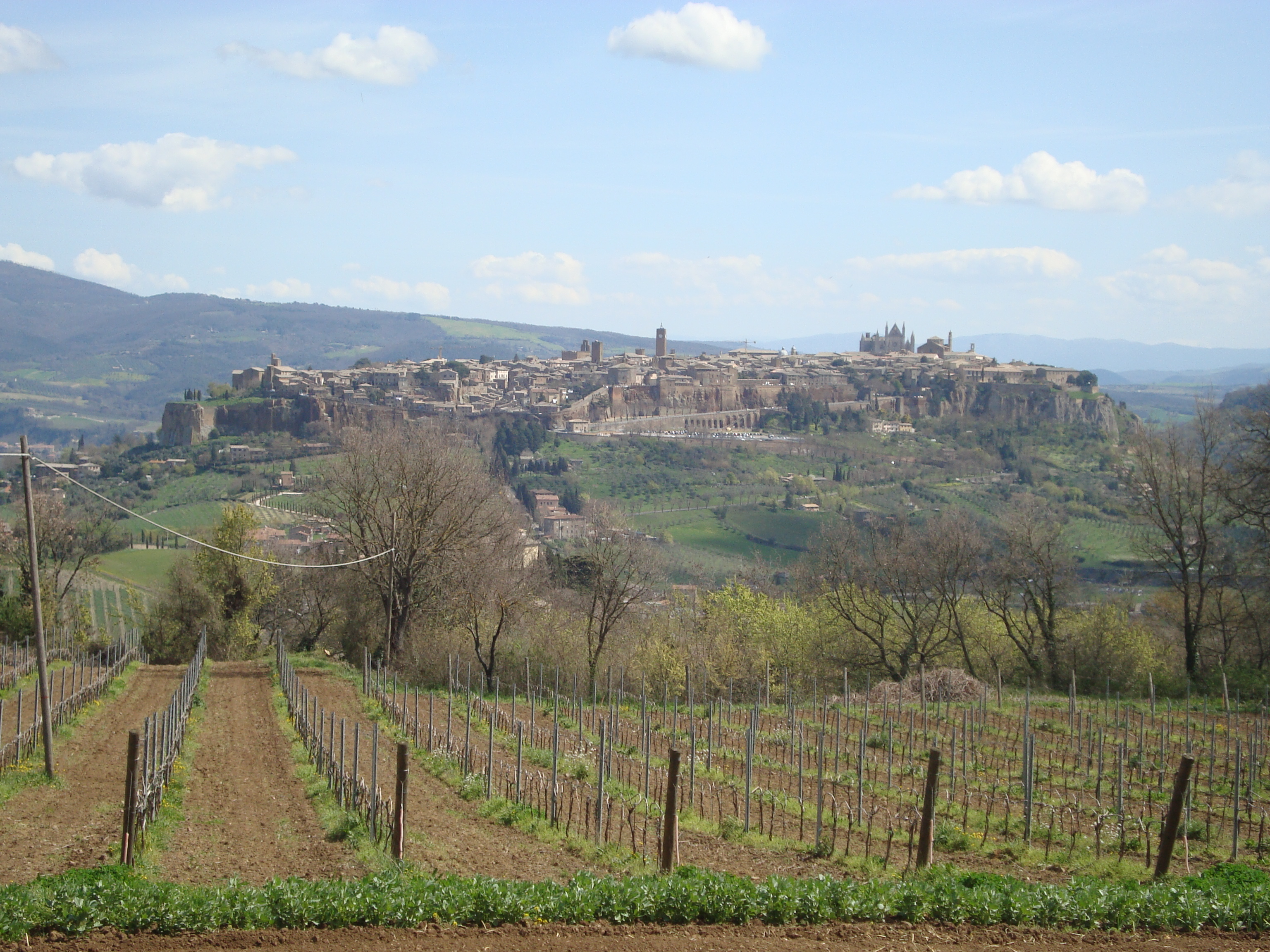
Weinanbau bei Orvieto

Die Region Umbrien liegt im Herzen Italiens. Hauptstadt ist Perugia. Weinbau gab es in Umbrien auf beiden Seiten des Tiber schon vor den Römern zur Zeit der Etrusker und Umbrier. Archäologische Funde und über 3000 Jahre alte, in die Vulkanfelsen getriebene Keller sind dafür historische Zeugen. Ab den 1950er Jahren wurde hier wieder Wein angebaut. Sowohl von der Landschaft als auch von den Klima- und Bodenverhältnissen ist das Gebiet der westlich angrenzenden Region Toskana sehr ähnlich. Die kalten Monate sind regenreich, die Sommer sind sonnig und durch Wind gekühlt. Viele Weingärten haben kalkreichen Lehm- und Sandboden. Es dominieren die roten Rebsorten Sagrantino, Sangiovese, Ciliegiolo, Canaiolo und Montepulciano sowie die weißen Grechetto, Trebbiano und Verdello. Der berühmte, schon seit Jahrhunderten produzierte, Orvieto macht fast die Hälfte der DOC-Produktions-Menge aus.

#### Die zwei DOCG-Weine in Umbrien
Montefalco Sagrantino, Torgiano Rosso Riserva

#### Die 13 DOC-Weine in Umbrien
Amelia, Assisi, Colli Altotiberini, Colli del Trasimeno, Colli Martani, Colli Perugini, Lago di Corbara, Montefalco, Orvieto (Orvieto Classico), Rosso Orvietano, Spoleto, Todi, Torgiano. (Stand 2018)

#### Die sechs IGT-Weine in Umbrien
Allerona, Bettona, Cannara, Narni, Spello, Umbria. (Stand 2018)

### Venetien

Venetien

Venetien (italienisch ‚Veneto‘) erstreckt sich westwärts bis an den Gardasee und nordwärts bis an die Alpen sowie lokal an die Grenze zu Österreich. Hauptstadt Venetiens ist Venedig. Geographisch gesehen ist Venetien die vielfältigste italienische Weinanbauregion. Einerseits ist ein Drittel von Gebirgszügen bedeckt, andererseits verfügt die Region in der zentralen Ebene über ausgedehnte Reisfelder und über einen großen Küstenstreifen. Dementsprechend verfügt Venetien über eine breite Palette von Weinstilen, die auf einer Rebfläche von 75.315 Hektar erzeugt werden. Im Jahr 2018 wurden 40.935,84 Hektar Rebfläche mit DOP-Status (DOC- und DOCG-Weine) angebaut. Daraus wurden 5.873.417 hl DOP-Weine erzeugt.
Die wenigen Küstenweine sind in der Regel bedeutungslos. Im hügeligen Hinterland wird fast ausnahmslos Weißwein angebaut. Große Weine mit Ausdruck sind selten; jedoch der im Gebiet des Valpolicella angebaute Amarone gilt neben dem Barolo und dem Brunello als einer der drei großen Rotweine Italiens. Es überwiegen ordentliche Durchschnittsqualitäten.

#### Die 14 DOCG-Weine
Amarone della Valpolicella, Bagnoli Friularo oder Friularo di Bagnoli, Bardolino Superiore, Colli di Conegliano, Colli Euganei Fior d’Arancio oder Fior d’Arancio Colli Euganei, Lison, Montello Rosso oder Montello, Piave Malanotte oder Malanotte del Piave, Colli Asolani-Prosecco oder Asolo-Prosecco, Conegliano Valdobbiadene-Prosecco oder Conegliano-Prosecco oder Valdobbiadene-Prosecco, Recioto della Valpolicella, Recioto di Gambellara, Recioto di Soave, Soave Superiore. (Stand 2017)

#### Die 29 DOC-Weine
Arcole, Bagnoli di Sopra oder Bagnoli, Bardolino, Bianco di Custoza oder Custoza, Breganze, Colli Berici, Colli Euganei, Corti Benedettine del Padovano, Delle Venezie oder Beneških okolišev, Gambellara, Garda, Lessini Durello oder Durello Lessini, Lison-Pramaggiore (auch in Friaul-Julisch Venetien), Lugana (auch in der Lombardei), Merlara, Montello – Colli Asolani, Monti Lessini, Piave, Prosecco (in den Provinzen Belluno, Padova, Treviso, Vicenza, Venezia), Riviera del Brenta, San Martino della Battaglia (auch in der Lombardei), Soave, Valdadige oder Etschtaler (auch in Trentino-Südtirol), Valdadige Terradeiforti oder Terradeiforti (auch in Trentino-Südtirol), Valpolicella, Valpolicella Ripasso, Venezia, Vicenza, Vigneti della Serenissima oder Serenissima. (Stand 2018)

#### Die 10 IGT-Weine
Alto Livenza (auch in Friaul-Julisch Venetien), Colli Trevigiani, Conselvano, Marca Trevigiana, Trevenezie oder Tri Benečije (auch in Friaul-Julisch Venetien und in Trentino-Südtirol), Vallagarina (auch in Trentino-Südtirol), Veneto, Veneto Orientale, Verona oder Provincia di Verona oder Veronese, Vigneti delle Dolomiti oder Weinberg Dolomiten (auch in Trentino-Südtirol). (Stand 2018)

## Etikettierung
Übersetzungen der wichtigsten Begriffe von Etiketten:
| Italienisch                       | Deutsch |
| --------------------------------- | --- |
| Abboccato                         | halbtrocken, leicht lieblich |
| Amabile                           | lieblich, meist etwas süßer als Abboccato                                                                                                  |
| Amaro                             | bitter oder sehr trocken |
| Annata                            | Jahrgang |
| Asciutto                          | sehr trocken, herb |
| Aspro                             | herb |
| Bianco                            | weiß, Vino bianco: Weißwein |
| Bordolese                         | die typische Flaschenform der Weine aus Bordeaux                                                                                           |
| Botte                             | Fass |
| Cantina                           | Weinkellerei, auch Bar |
| Cantina sociale                   | Winzergenossenschaft |
| Cascina                           | Weingut oder Hof, hauptsächlich in Norditalien gebräuchlich                                                                                |
| Classico                          | Der Wein stammt aus der am besten geeigneten Gegend eines Weinbaugebiets, zum Beispiel Chianti Classico.                                   |
| Cerasuolo                         | kirschrot, Beschreibung der Weinfarbe |
| Consorzio                         | regionale Winzervereinigung |
| DOC                               | ist eine „kontrollierte Herkunftsbezeichnung“ für Wein aus Italien                                                                         |
| DOCG                              | „kontrollierte und garantierte Herkunftsbezeichnung“, höchste Qualitätsstufe                                                               |
| Dolce                             | sehr süß |
| DOP                               | geschützten Ursprungsbezeichnung (g.U.). Sollte eigentlich DOC und DOCG ablösen. Diese sind aber nach wie vor zugelassen und gebräuchlich. |
| Ettaro                            | Hektar |
| Enologo                           | Önologe, Kellermeister |
| Fattoria                          | Weingut, Ausdruck ist in Mittelitalien sehr gebräuchlich                                                                                   |
| Fiasco (Mehrzahl Fiaschi)         | dickbauchige, strohumhüllte Flasche |
| Frizzante                         | perlend, halbschäumend. Ein Perlwein mit max. 3 Atm. Druck (siehe auch Spumante)                                                           |
| IGP/IGT                           | geschützte geografische Angabe (g.g.A.), einfachste Qualitätsstufe, unter DOC und DOCG                                                     |
| Imbottigliato da …                | abgefüllt von … |
| Imbottigliato all’origine da …    | Erzeugerabfüllung von … |
| Passito                           | aus getrockneten Trauben bereiteter Wein                                                                                                   |
| Podere                            | kleines Weingut |
| Profumo                           | Duft oder Geruch, bei Weinbeschreibung |
| Riserva                           | länger gelagerter Wein. Die Mindestdauer ist in den Regelwerken der Weingesetze festgelegt. Meist beträgt die Dauer ca. drei Jahre.        |
| Rosato                            | Roséwein |
| Rosso                             | rot, vino rosso: Rotwein |
| Sapore                            | Geschmack |
| Secco                             | trocken |
| Spumante                          | schäumend. Ein Schaumwein mit über 3 bar Druck (siehe auch Frizzante).                                                                     |
| Stravecchio                       | sehr lang gereifter Wein, beispielsweise bei Marsala gebräuchlich                                                                          |
| Tappo                             | Korken (il vino sa di tappo: der Wein korkt)                                                                                               |
| Tappo fungo                       | Korken in Pilzform, vor allem für die Schaumweine gebräuchlich                                                                             |
| Tappo raso                        | normaler Korken, gebräuchlich in Verbindung mit Prosecco                                                                                   |
| Tenuta oder Tenementi             | Weingut oder Besitz |
| Uva                               | Traube |
| Vecchio                           | alt, Bezeichnung von Weinen mit langer Lagerzeit; siehe auch Stravecchio                                                                   |
| Vendemmia                         | Jahrgang oder Weinlese |
| Vendemmia tardiva                 | Spätlese |
| Vigna, Vigneto                    | Weinberg |
| Vinicolo                          | Adjektiv: Wein… – casa vinicola, consorzio vinicolo, produzione vinicola, regione vinicola                                                 |
| Viticoltore                       | Weinbauer, Winzer |
| Vin Santo                         | heiliger Wein, ein Dessertwein |
| Vino d’annata                     | Jahrgangswein |
| Vino da banco oder Vino ordinario | einfacher Wein, häufig Fassware |
| Vino tipico                       | Landwein |
| Vino novello                      | neuer Wein |
| Vino selezionato                  | Auslese |
| Vino di qualitá                   | Qualitätswein |
| Vino tagliato                     | Verschnitt |
| Vino da pasto                     | Tafelwein |
| Vino da tavola                    | Tischwein |
| Vino sfuso                        | offener Wein |
| Vino tinto                        | mit Deckwein farbverstärkter Wein |
| Vino liquoroso                    | aufgespriteter Wein |
| Vite                              | Rebe |
| Vitigno                           | Rebsorte |